# Frontière entre la Syrie et la Turquie
La frontière entre la Syrie et la Turquie est la frontière terrestre et maritime séparant deux pays du Proche-Orient : la Syrie et la Turquie.

## Tracé
Elle débute à l’est au tripoint formé avec les frontières irako-syrienne et turco-irakienne qui se trouve à la confluence du Tigre et du Hezil Çayı, région dénommée Bec de canard (37° 06′ 00″ N, 42° 21′ 09″ E). Elle suit ensuite le cours du Tigre en remontant vers le nord en aval due la ville de Cizre.
Elle change ensuite de direction en allant vers l’ouest. Elle suit sur 350 km le tracé de la voie ferrée du chemin de fer Berlin-Bagdad
à partir de Nusaybin jusqu'à Çoban Bey, la voie ferrée étant située côté turc. La frontière passe par Ceylanpınar, Akçakale, Karkamış, jusqu’à la rivière Karasu (en) qui, en aval du Barrage de Tahtaköprü, lui sert de frontière sur quelques kilomètres en direction du sud.
Contournant la plaine de l'Amuq (en) et la région autour de la ville de Reyhanlı qu'elles laisse au profit de la Turquie, elle oblique de nouveau vers l'ouest en direction de l'Oronte qui lui sert de démarcation sur quelques kilomètres aux abords de sa source. Puis, sur 30 km, elle prend une direction sud-ouest, avant d'obliquer une dernière fois vers l'ouest et la mer Méditerranée qu'elle atteint au niveau du village côtier syrien d'Al Samra.

### Revendication syrienne

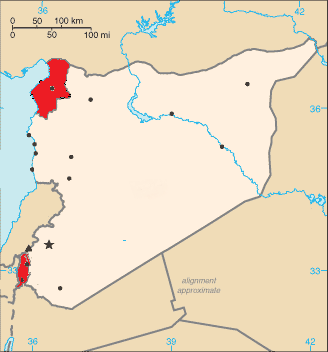
Carte des revendications territoriales (en rouge) de la Syrie : plateau du Golan et Hatay.

La Syrie ne reconnaît pas la souveraineté de la Turquie sur le Hatay, territoire connu à l'époque de l'Empire ottoman sous le nom de Sandjak d'Alexandrette. Alors que cette région avait été incluse lors du démembrement de l'Empire ottoman dans la Syrie mandataire placée sous la tutelle de la France, des négociations ultérieures ont abouti à une indépendance éphémère de ce territoire entre 1937 et 1938 sous le nom d'État du Hatay, puis à son rattachement à la Turquie. La Syrie ne reconnaît pas cet état de fait, considérant que le Hatay fait toujours partie de son territoire national. De nos jours encore, cette région compte une forte minorité arabophone rappelant le caractère levantin de cette province turque.

## Aménagement
La frontière a été minée par la Turquie, appartenant à l’OTAN, à partir de 1954, la Syrie s’étant alliée au camp soviétique. Le minage de la frontière facilitait également le contrôle de la contrebande et la lutte contre les indépendantistes kurdes du PKK. Au total, près de 615 000 mines jalonnent la frontière, stérilisant environ 200 000 ha de terre.
Selon le traité d'Ottawa dont la Turquie est signataire, ces mines devaient être retirées avant 2014. Les modalités de déminage (armée turque, OTAN, entreprises privées) sont en cours de discussion au Parlement turc en 2009.
À partir du milieu des années 2010, à la suite de la guerre civile en Syrie, l'émigration et les attentats liés, la Turquie construit un mur sur frontière avec la Syrie. Le mur est composé tant de tronçons en béton, qui est en juin 2016 mesure 170 kilomètres, mais également de tranchés et de murs de barbelés,.
En 2017, plus de 300 civils syriens, dont 90 enfants et femmes, ont été abattus par les gardes-frontières turcs depuis le début de la guerre en Syrie.

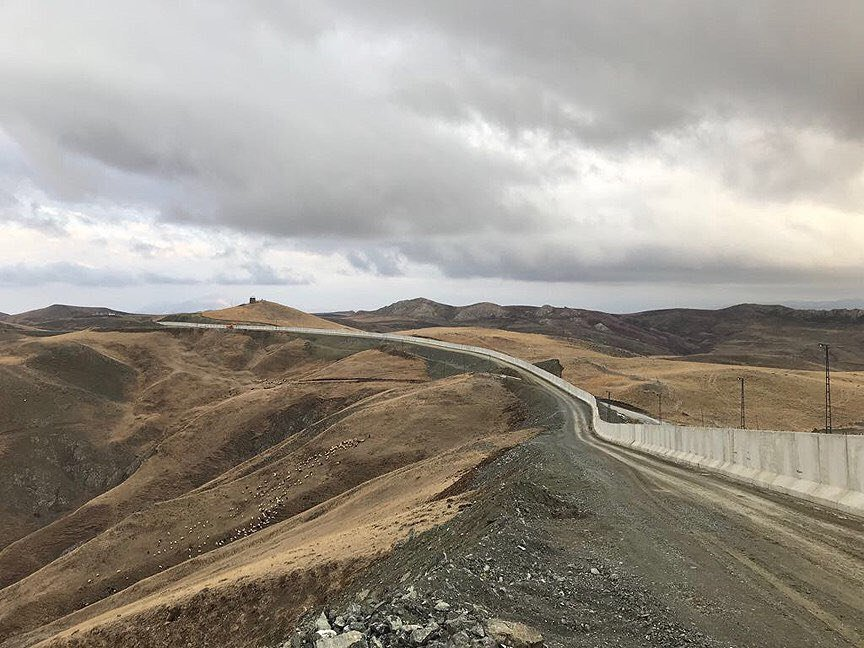
Mur frontalier turc le long de la frontière syrienne. 564 km ont été construits en juin 2018